# Meliskerke
Meliskerke (51° 31′ N, 3° 31′ L) é uma cidade dos Países Baixos, na província de Zelândia. Meliskerke pertence ao município de Veere, e está situada a 8 km, a oeste de Middelburg.
Em 2001, a cidade de Meliskerke tinha 1201 habitantes. A área urbana da cidade é de 0.30 km², e tem 372 residências. 
A área de Meliskerke, que também inclui as partes periféricas da cidade, bem como a zona rural circundante, tem uma população estimada em 1450 habitantes.